# Sportgemeinschaft 09 Wattenscheid 1987-1988
Questa voce raccoglie le informazioni riguardanti la Sportgemeinschaft 09 Wattenscheid nelle competizioni ufficiali della stagione 1987-1988.

## Stagione
Nella stagione 1987-1988 il Wattenscheid, allenato da Gerd Roggensack, concluse il campionato di 2. Bundesliga al 4º posto. In Coppa di Germania il Wattenscheid fu eliminato al primo turno dal Vikt. Aschaffenburg.

## Rosa
| N. |                     | Ruolo | Calciatore        |
| -- | ------------------- | ----- | ----------------- |
|    | Germania (bandiera) | P     | Ralf Eilenberger  |
|    | Germania (bandiera) | P     | Wolfgang Kellner  |
|    | Germania (bandiera) | D     | Jörg Bach         |
|    | Germania (bandiera) | D     | Thorsten Baetzel  |
|    | Germania (bandiera) | D     | Ulrich Gentze     |
|    | Germania (bandiera) | D     | Andreas Hahn      |
|    | Germania (bandiera) | D     | Frank Kontny      |
|    | Germania (bandiera) | D     | Stefan Kuhn       |
|    | Germania (bandiera) | D     | Thomas Langbein   |
|    | Germania (bandiera) | D     | Ralf Lewe         |
|    | Germania (bandiera) | D     | Thomas Siewert    |
|    | Germania (bandiera) | D     | Jörg Sobiech      |
|    | Germania (bandiera) | D     | Werner Steeger    |
|    | Turchia (bandiera)  | D     | Meric Yavuz       |
|    | Germania (bandiera) | C     | Christian Bittner |

| N. |                      | Ruolo | Calciatore         |
| -- | -------------------- | ----- | ------------------ |
|    | Germania (bandiera)  | C     | Michael Drews      |
|    | Germania (bandiera)  | C     | Markus Falkenstein |
|    | Germania (bandiera)  | C     | Stephan Kessenich  |
|    | Germania (bandiera)  | C     | Dirk Kontny        |
|    | Germania (bandiera)  | C     | Harald Kügler      |
|    | Germania (bandiera)  | C     | Guido Naumann      |
|    | Finlandia (bandiera) | C     | Pasi Rautiainen    |
|    | Germania (bandiera)  | C     | Jochen Terhaar     |
|    | Germania (bandiera)  | A     | Uwe Bialon         |
|    | Germania (bandiera)  | A     | Rainer Frömberg    |
|    | Serbia (bandiera)    | A     | Srdjan Jankovic    |
|    | Germania (bandiera)  | A     | Peter Kunkel       |
|    | Germania (bandiera)  | A     | Thomas Schneider   |
|    | Germania (bandiera)  | A     | Dirk van der Ven   |

## Organigramma societario
Area tecnica
- Allenatore: Gerd Roggensack
- Allenatore in seconda:
- Preparatore dei portieri:
- Preparatori atletici:

## Calciomercato

### Sessione estiva
| Acquisti | Acquisti         | Acquisti                   | Acquisti |
| R.       | Nome             | da                         | Modalità |
| -------- | ---------------- | -------------------------- | -------- |
| A        | Uwe Bialon       | Hertha Berlino             |          |
| D        | Andreas Hahn     | Borussia Dortmund          |          |
| P        | Wolfgang Kellner | Hessen Kassel              |          |
| D        | Stefan Kuhn      | Hessen Kassel              |          |
| C        | Pasi Rautiainen  | Locarno                    |          |
| D        | Jörg Sobiech     | Schalke 04 (juniores)      |          |
| A        | Dirk van der Ven | Wattenscheid 09 (juniores) |          |

| Cessioni | Cessioni         | Cessioni        | Cessioni |
| R.       | Nome             | a               | Modalità |
| -------- | ---------------- | --------------- | -------- |
| D        | Norbert Fruck    | TuS Hornau      |          |
| A        | Michael Gercke   | ASC Schöppingen |          |
| C        | Alco Joosten     | ASC Schöppingen |          |
| P        | Jupp Koitka      | Amburgo         |          |
| C        | Burkhard Steiner | Saarbrücken     |          |
| A        | Uwe Tschiskale   | Bayern Monaco   |          |

### Sessione invernale
| Acquisti | Acquisti | Acquisti | Acquisti |
| R.       | Nome     | da       | Modalità |
| -------- | -------- | -------- | -------- |

| Cessioni | Cessioni | Cessioni | Cessioni |
| R.       | Nome     | a        | Modalità |
| -------- | -------- | -------- | -------- |

## Risultati

### 2. Bundesliga

#### Girone di andata
| Bayreuth 22 luglio 1987, ore 19:30 CEST 1ª giornata | Bayreuth | 0 – 0 referto | Wattenscheid 09 | Hans-Walter-Wild Stadion (4 000 spett.)\| Arbitro: \| Gabor \| |
| Arbitro:                                            | Gabor    |               |                 |                                                                |

| Arbitro: | Wittke |

|            |           |           |
| Kügler 57’ | Marcatori | 68’ Krohm |

| Arbitro: | Bauer |

|                     |           |                         |
| Hahn 26’ Müller 56’ | Marcatori | 21’ Frömberg 32’ Kontny |

| Arbitro: | Kentsch |

|                       |           |            |
| Kontny 63’ Kügler 76’ | Marcatori | 15’ Baffoe |

| Arbitro: | Kasper |

|                              |           |            |
| Abramczik 51’ Regenbogen 72’ | Marcatori | 43’ Kügler |

| Arbitro: | Schäfer |

|            |           |  |
| Kügler 26’ | Marcatori |  |

| Arbitro: | Zimmermann |

|               |           |                                                              |
| Wulfmeier 25’ | Marcatori | 47’ Falkenstein 55’ Jankovic 65’ Kügler 79’ Naumann 88’ Kuhn |

| Bochum 1º settembre 1987, ore 15:00 CEST 8ª giornata | Wattenscheid 09 | 0 – 0 referto | Meppen | Lohrheidestadion (2 000 spett.)\| Arbitro: \| Malbranc \| |
| Arbitro:                                             | Malbranc        |               |        |                                                           |

| Arbitro: | Harder |

|                           |           |            |
| Spielberger 58’ Ozaki 61’ | Marcatori | 55’ Kontny |

| Arbitro: | Osmers |

|            |           |  |
| Kontny 14’ | Marcatori |  |

| Bochum 19 settembre 1987, ore 15:00 CEST 11ª giornata | Wattenscheid 09 | 0 – 0 referto | Darmstadt | Lohrheidestadion (2 300 spett.)\| Arbitro: \| Reinstädtler \| |
| Arbitro:                                              | Reinstädtler    |               |           |                                                               |

| Arbitro: | Brehm |

|                                                              |           |                     |
| Vollmer 8’ Grabosch 26’ (rig.), 62’ Hotić 38’, 44’ Elser 48’ | Marcatori | 66’ (rig.) Frömberg |

| Arbitro: | Merk |

|              |           |  |
| Langbein 78’ | Marcatori |  |

| Arbitro: | Brückner |

|                            |           |                  |
| Wilbois 9’, 89’ Clarke 70’ | Marcatori | 13’ (aut.) Stark |

| Arbitro: | Scheuerer |

|                           |           |                             |
| Langbein 32’ Jankovic 58’ | Marcatori | 50’ Dezelak 82’ Greitemeier |

| Arbitro: | Schmidt |

|             |           |                           |
| Schmidt 84’ | Marcatori | 68’ Jankovic 75’ Frömberg |

| Arbitro: | Birlenbach |

|               |           |            |
| Kuhn 49’, 89’ | Marcatori | 29’ Basten |

| Arbitro: | Gochermann |

|                        |           |            |
| Jursch 21’ Jaschke 44’ | Marcatori | 23’ Kügler |

| Arbitro: | Kröger |

|                                                    |           |                                   |
| Kontny 17’ Kuhn 26’ (rig.) Kügler 53’ Jankovic 90’ | Marcatori | 31’ Schneider 33’, 52’ Rohrbacher |

#### Girone di ritorno
| Arbitro: | Malbranc |

|                                         |           |  |
| Kügler 33’ Kuhn 66’ (rig.) Frömberg 68’ | Marcatori |  |

| Arbitro: | Diekert |

|                    |           |                                     |
| Terhaar 30’ (aut.) | Marcatori | 16’ Jankovic 36’ Terhaar 42’ Kontny |

| Arbitro: | Berg |

|                         |           |  |
| Kügler 31’ Jankovic 42’ | Marcatori |  |

| Arbitro: | Retzmann |

|              |           |                              |
| Pförtner 21’ | Marcatori | 69’ van der Ven 88’ Langbein |

| Arbitro: | Correll |

|                 |           |  |
| Kuhn 74’ (rig.) | Marcatori |  |

| Arbitro: | Brehm |

|                         |           |                 |
| Thomas 10’ Seeliger 88’ | Marcatori | 90’ (rig.) Kuhn |

| Arbitro: | Schmidt |

|                         |           |                              |
| Kügler 69’ Jankovic 77’ | Marcatori | 66’ Köhler 90’ (aut.) Kontny |

| Arbitro: | Birlenbach |

|                                |           |            |
| Vorholt 65’ (rig.) Sulmann 65’ | Marcatori | 31’ Kügler |

| Arbitro: | Kentsch |

|                             |           |                |
| Kuhn 2’ (rig.) Jankovic 25’ | Marcatori | 59’ Eilenfeldt |

| Arbitro: | Gochermann |

|          |           |                                 |
| Sané 67’ | Marcatori | 12’ Terhaar 16’ Kuhn 24’ Kügler |

| Arbitro: | Föckler |

|              |           |              |
| Lachmann 62’ | Marcatori | 60’ Jankovic |

| Arbitro: | Heitmann |

|             |           |              |
| Siewert 76’ | Marcatori | 74’ Grabosch |

| Arbitro: | Albrecht |

|                                      |           |            |
| Zander 44’, 73’ (rig.) Bargfrede 47’ | Marcatori | 18’ Kontny |

| Arbitro: | Zimmermann |

|              |           |                  |
| Jankovic 65’ | Marcatori | 76’ Schlumberger |

| Arbitro: | Harder |

|  |           |                |
|  | Marcatori | 6’ (rig.) Kuhn |

| Arbitro: | Neumann |

|                                                  |           |           |
| Kuhn 38’ (rig.), 44’, 58’ (rig.) Kügler 79’, 82’ | Marcatori | 53’ Zeyer |

| Arbitro: | Kautschor |

|                             |           |            |
| Jurgeleit 12’, 82’ Korb 54’ | Marcatori | 56’ Kontny |

| Arbitro: | Dellwing |

|                         |           |  |
| Jankovic 20’ Kontny 76’ | Marcatori |  |

| Arbitro: | Fux |

|              |           |            |
| Schlegel 70’ | Marcatori | 43’ Kunkel |

### Coppa di Germania
| Arbitro: | Rubel |

|                                          |           |  |
| Aulbach 4’ Schäfer 40’, 46’ Lindenau 73’ | Marcatori |  |

## Statistiche

### Statistiche di squadra
| Competizione      | Punti | In casa | In casa | In casa | In casa | In casa | In casa | In trasferta | In trasferta | In trasferta | In trasferta | In trasferta | In trasferta | Totale | Totale | Totale | Totale | Totale | Totale | DR  |
| Competizione      | Punti | G       | V       | N       | P       | Gf      | Gs      | G            | V            | N            | P            | Gf           | Gs           | G      | V      | N      | P      | Gf     | Gs     | DR  |
| ----------------- | ----- | ------- | ------- | ------- | ------- | ------- | ------- | ------------ | ------------ | ------------ | ------------ | ------------ | ------------ | ------ | ------ | ------ | ------ | ------ | ------ | --- |
| 2. Bundesliga     | 47    | 19      | 12      | 7       | 0       | 33      | 14      | 19           | 6            | 4            | 9            | 29           | 34           | 38     | 18     | 11     | 9      | 62     | 48     | +14 |
| Coppa di Germania | -     | 0       | 0       | 0       | 0       | 0       | 0       | 1            | 0            | 0            | 1            | 0            | 4            | 1      | 0      | 0      | 1      | 0      | 4      | -4  |
| Totale            | 47    | 19      | 12      | 7       | 0       | 33      | 14      | 20           | 6            | 4            | 10           | 29           | 38           | 39     | 18     | 11     | 10     | 62     | 52     | +10 |

### Andamento in campionato
| Giornata  | 1  | 2  | 3  | 4 | 5  | 6  | 7 | 8 | 9 | 10 | 11 | 12 | 13 | 14 | 15 | 16 | 17 | 18 | 19 | 20 | 21 | 22 | 23 | 24 | 25 | 26 | 27 | 28 | 29 | 30 | 31 | 32 | 33 | 34 | 35 | 36 | 37 | 38 |
| --------- | -- | -- | -- | - | -- | -- | - | - | - | -- | -- | -- | -- | -- | -- | -- | -- | -- | -- | -- | -- | -- | -- | -- | -- | -- | -- | -- | -- | -- | -- | -- | -- | -- | -- | -- | -- | -- |
| Luogo     | T  | C  | T  | C | T  | C  | T | C | T | C  | C  | T  | C  | T  | C  | T  | C  | T  | C  | C  | T  | C  | T  | C  | T  | C  | T  | C  | T  | T  | C  | T  | C  | T  | C  | T  | C  | T  |
| Risultato | N  | N  | N  | V | P  | V  | V | N | P | V  | N  | P  | V  | P  | N  | V  | V  | P  | V  | V  | V  | V  | V  | V  | P  | N  | P  | V  | V  | N  | N  | P  | N  | V  | V  | P  | V  | N  |
| Posizione | 12 | 12 | 14 | 8 | 12 | 12 | 5 | 6 | 7 | 6  | 5  | 10 | 5  | 9  | 9  | 8  | 6  | 6  | 5  | 5  | 5  | 4  | 3  | 3  | 3  | 4  | 4  | 3  | 2  | 3  | 3  | 4  | 5  | 4  | 4  | 4  | 3  | 4  |

Legenda:

Luogo: C = Casa; T = Trasferta. Risultato: V = Vittoria; N = Pareggio; P = Sconfitta.

### Statistiche dei giocatori
| Giocatore      | 2. Bundesliga | 2. Bundesliga | 2. Bundesliga | 2. Bundesliga | Coppa di Germania | Coppa di Germania | Coppa di Germania | Coppa di Germania | Totale   | Totale | Totale      | Totale     |
| Giocatore      | Presenze      | Reti          | Ammonizioni   | Espulsioni    | Presenze          | Reti              | Ammonizioni       | Espulsioni        | Presenze | Reti   | Ammonizioni | Espulsioni |
| -------------- | ------------- | ------------- | ------------- | ------------- | ----------------- | ----------------- | ----------------- | ----------------- | -------- | ------ | ----------- | ---------- |
| J. Bach        | 0             | 0             | 0             | 0             | 0                 | 0                 | 0                 | 0                 | 0        | 0      | 0           | 0          |
| T. Baetzel     | 4             | 0             | 1             | 0             | 0                 | 0                 | 0                 | 0                 | 4        | 0      | 1           | 0          |
| U. Bialon      | 9             | 0             | 0             | 0             | 0                 | 0                 | 0                 | 0                 | 9        | 0      | 0           | 0          |
| C. Bittner     | 3             | 0             | 0             | 0             | 0                 | 0                 | 0                 | 0                 | 3        | 0      | 0           | 0          |
| G. Drews       | 5             | 0             | 1             | 1             | 0                 | 0                 | 0                 | 0                 | 5        | 0      | 1           | 1          |
| M. Drews       | 2             | 0             | 0             | 0             | 0                 | 0                 | 0                 | 0                 | 2        | 0      | 0           | 0          |
| R. Eilenberger | 2             | 0             | 0             | 0             | 0                 | 0                 | 0                 | 0                 | 2        | 0      | 0           | 0          |
| M. Falkenstein | 26            | 1             | 4             | 0             | 1                 | 0                 | 0                 | 0                 | 27       | 1      | 4           | 0          |
| R. Frömberg    | 36            | 4             | 9             | 0             | 1                 | 0                 | 1                 | 0                 | 37       | 4      | 10          | 0          |
| U. Gentze      | 1             | 0             | 0             | 0             | 0                 | 0                 | 0                 | 0                 | 1        | 0      | 0           | 0          |
| A. Hahn        | 1             | 0             | 1             | 0             | 0                 | 0                 | 0                 | 0                 | 1        | 0      | 1           | 0          |
| S. Jankovic    | 38            | 11            | 2             | 0             | 1                 | 0                 | 0                 | 0                 | 39       | 11     | 2           | 0          |
| W. Kellner     | 37            | 0             | 0             | 0             | 1                 | 0                 | 0                 | 0                 | 38       | 0      | 0           | 0          |
| S. Kessenich   | 1             | 0             | 0             | 0             | 0                 | 0                 | 0                 | 0                 | 1        | 0      | 0           | 0          |
| D. Kontny      | 34            | 4             | 5             | 0             | 1                 | 0                 | 0                 | 0                 | 35       | 4      | 5           | 0          |
| F. Kontny      | 20            | 5             | 3             | 1             | 0                 | 0                 | 0                 | 0                 | 20       | 5      | 3           | 1          |
| S. Kuhn        | 35            | 13            | 8             | 1             | 1                 | 0                 | 1                 | 0                 | 36       | 13     | 9           | 1          |
| P. Kunkel      | 6             | 1             | 1             | 0             | 0                 | 0                 | 0                 | 0                 | 6        | 1      | 1           | 0          |
| H. Kügler      | 33            | 14            | 4             | 0             | 1                 | 0                 | 0                 | 0                 | 34       | 14     | 4           | 0          |
| T. Langbein    | 36            | 3             | 7             | 0             | 1                 | 0                 | 0                 | 0                 | 37       | 3      | 7           | 0          |
| R. Lewe        | 21            | 0             | 3             | 0             | 0                 | 0                 | 0                 | 0                 | 21       | 0      | 3           | 0          |
| G. Naumann     | 7             | 1             | 0             | 0             | 1                 | 0                 | 0                 | 0                 | 8        | 1      | 0           | 0          |
| P. Rautiainen  | 7             | 0             | 0             | 0             | 0                 | 0                 | 0                 | 0                 | 7        | 0      | 0           | 0          |
| T. Schneider   | 6             | 0             | 1             | 0             | 0                 | 0                 | 0                 | 0                 | 6        | 0      | 1           | 0          |
| T. Siewert     | 29            | 1             | 4             | 0             | 1                 | 0                 | 0                 | 0                 | 30       | 1      | 4           | 0          |
| J. Sobiech     | 12            | 0             | 0             | 0             | 0                 | 0                 | 0                 | 0                 | 12       | 0      | 0           | 0          |
| W. Steeger     | 16            | 0             | 3             | 1             | 1                 | 0                 | 0                 | 0                 | 17       | 0      | 3           | 1          |
| J. Terhaar     | 35            | 2             | 9             | 0             | 1                 | 0                 | 0                 | 0                 | 36       | 2      | 9           | 0          |
| M. Yavuz       | 12            | 0             | 0             | 0             | 1                 | 0                 | 0                 | 0                 | 13       | 0      | 0           | 0          |
| D. van der Ven | 11            | 1             | 0             | 0             | 0                 | 0                 | 0                 | 0                 | 11       | 1      | 0           | 0          |